# Ногкауское сельское поселение
Ногкауское се́льское поселе́ние — муниципальное образование в Алагирском районе Северной Осетии Российской Федерации.
Административный центр — село Ногкау.

## История
Статус и границы сельского поселения установлены Законом Республики Северная Осетия-Алания от 5 марта 2005 года № 11-рз «Об установлении границ муниципального образования Алагирский район, наделении его статусом муниципального района, образовании в его составе муниципальных образований - городского и сельских поселений и установлении их границ»

## Население
| 2002  | 2010  | 2011  | 2012  | 2013  | 2014  | 2015  |
| ----- | ----- | ----- | ----- | ----- | ----- | ----- |
| 1216  | ↗1321 | →1321 | ↘1312 | ↘1310 | ↘1293 | ↘1291 |
| 2016  | 2017  | 2018  | 2019  | 2020  | 2021  | 2023  |
| ↗1295 | ↗1310 | ↘1305 | ↘1303 | ↘1296 | ↘1284 | ↘1275 |
| 2024  | 2025  |       |       |       |       |       |
| ↗1278 | ↗1280 |       |       |       |       |       |

## Состав сельского поселения
| № | Населённый пункт | Тип населённого пункта       | Население |
| - | ---------------- | ---------------------------- | --------- |
| 1 | Ногкау           | село, административный центр | ↘921      |
| 2 | Цаликово         | село                         | ↘363      |